# ZSU-37
ZSU-37 (tiếng Nga: Зенитная Самоходная Установка), là loại pháo phòng không hạng nhẹ, tự hành do Liên Xô chế tạo (pháo phòng không tự hành), được phát triển vào cuối năm 1943 và được sản xuất tại Xưởng số 40 Mytishchi. Đây là loại pháo phòng không tự hành được sản xuất hàng loạt đầu tiên của Liên Xô. ZSU là viết tắt của Zenitnaya Samokhodnaya Ustanovka.

## Lịch sử
Các kỹ sư Liên Xô đã thực hiện một số thử nghiệm với các pháo phòng không tự hành trước và trong Thế chiến thứ hai, bao gồm cả việc sửa đổi xe tăng hạng nhẹ T-70, với biến thể T-90 trang bị hai khẩu Súng máy hạng nặng 12,7 mm DShKT (nguyên mẫu được chế tạo vào tháng 11 năm 1942 bởi GAZ). Xe tăng hạng nhẹ T-70 được phát triển thành khung gầm pháo tự hành hạng nhẹ SU-76, sau đó trở thành cơ sở để phát triển pháo phòng không tự hành ZSU-37 sử dụng pháo phòng không M1939. Người ta đã quyết định sử dụng khung gầm của SU-76M để tăng tốc độ và giảm giá thành sản xuất.
ZSU-37 được sản xuất từ tháng 3 năm 1945 đến năm 1948, với tổng cộng 75 xe được chế tạo (chỉ một số xe được sản xuất trước khi chiến tranh kết thúc, do hạn chế về công nghệ chế tạo). Do sản xuất muộn và hầu như không còn bị đe doạ bởi máy bay Luftwaffe vào mùa xuân năm 1945, ZSU-37 đã không được sử dụng trong Thế chiến thứ hai. Một tiểu đoàn phòng không thử nghiệm được trang bị 12 chiếc ZSU-37 được thành lập vào cuối năm 1945.
Sau Chiến tranh thế giới thứ hai, tốc độ bắn và hỏa lực thấp của ZSU-37 không còn hiệu quả khi chống lại các mục tiêu tốc độ cao bay ở độ cao thấp. Các khẩu đội pháo phòng không gặp khó khăn trong việc theo dõi các mục tiêu di chuyển nhanh bằng tay. Những xe pháo phòng không tự hành dựa trên khung gầm của xe tăng hạng nhẹ cũng có khả năng cơ động khá thấp ở những địa hình hiểm trở, tốc độ và tầm bắn trên địa hình thấp hơn nhiều so với xe tăng hạng trung và pháo tự hành (SPG) vốn được dùng để bảo vệ ZSU-37. Hai động cơ song song được sử dụng trên khung gầm SU-76M yêu cầu nhiên liệu xăng, điều này đôi khi là một vấn đề ở các đơn vị xe tăng được trang bị động cơ diesel. ZSU-37 đã ngừng hoạt động ngay sau khi dừng việc sản xuất hàng loạt.
Các kỹ sư Liên Xô đã cải tiến thiết kế nhằm tăng hỏa lực của pháo bằng cách lắp 4 khẩu pháo tự động 37 mm trên khung gầm xe tăng hạng trung T-34, nhưng Hội đồng kỹ thuật Bộ Giao thông vận tải khuyến nghị sử dụng khung gầm xe tăng mới hơn và pháo tự động S-68 mạnh hơn. Thời điểm đó, phiên bản ZSU-57 với 2 khẩu pháo phòng không tự động đang được phát triển. Pháo phòng không tự hành tiếp theo của Liên Xô là ZSU-57-2, dựa trên khung gầm xe tăng hạng trung T-54, được sản xuất hàng loạt vào năm 1957-1960.
Từ năm 1957, việc thiết kế và phát triển các pháo phòng không tự hành tự động bằng radar, cụ thể là ZSU-23-4 Shilka và ZSU-37-2 Yenisei - một thiết kế mới (không liên quan đến ZSU-37), dựa trên khung gầm của pháo tự hành SU-100P, được diễn ra. Cả hai dự định sẽ thay thế cho ZSU-57-2. Quá trình phát triển Yenisei bị hủy bỏ vào năm 1962 và ZSU-23-4 Shilka được đưa vào sản xuất, trang bị bốn khẩu pháo phòng không AZP-23 Amur 23 mm.

## Miêu tả
Pháo phòng không tự hành ZSU-37 dựa trên khung gầm của SU-76M, được lắp một tháp pháo trần trang bị một khẩu pháo phòng không tự động 37 mm 61-K. 1939. Xe được trang bị hệ thống ngắm khoảng cách tự động với hai ống chuẩn trực, thiết bị dò mục tiêu bằng âm thanh nổi có đế 1 m, radio 12RT-3, hệ thống liên lạc nội bộ TPU-3F và cơ cấu ngắm bắn cơ học với hai trục chuyển động để có đủ tốc độ nhắm mục tiêu (cơ cấu di chuyển ngang được thực hiện bằng chân).
Kíp điều khiển gồm sáu người: một người lái xe, một người ngắm phương vị, một người ngắm độ cao, một người điều chỉnh tầm nhìn và phạm vi mục tiêu, một người điều chỉnh hướng mục tiêu và góc bắn, và một người nạp đạn.
ZSU-37 dựa trên SU-76M nên nó cũng có chung những nhược điểm và ưu điểm về mặt kỹ thuật, trong đó được thảo luận nhiều nhất là tháp pháo trần. Để bảo vệ kíp lái khỏi mưa và tuyết, khoang chứa súng có thể được che bằng bạt, tuy nhiên, khẩu súng không thể nâng lên hoàn toàn khi thực hiện. Tháp pháo mở có ưu điểm như góc nâng cao, tầm nhìn tốt cho xạ thủ và không cần hệ thống thông gió. Vì trọng lượng nhẹ và có thể di chuyển được, ZSU-37 được coi là pháo phòng không tự hành khá hiệu quả vào giữa những năm 1940. Tuy nhiên, nó không đủ khả năng di chuyển cùng xe tăng hạng trung và hạng nặng ở những địa hình khó khăn.
Đạn bao gồm 320 viên đạn xuyên giáp, cháy nổ và phân mảnh (tất cả đều có đầu dò). 130 vòng đạn có kẹp 5 vòng và 190 vòng rời không có kẹp. Đạn composite xuyên giáp có thể được sử dụng để chống lại xe tăng hạng nặng của đối phương. Sơ tốc đầu đạn nằm trong khoảng 890 đến 920 m/s tùy thuộc vào loại đạn, đạn xuyên giáp nặng 0,785 kg, mảnh vỏ nặng 0,732 Kilôgam. Chế độ bắn tự động có thể nâng và hạ theo cách thủ công trong khoảng -5 ° đến + 85 °. Tốc độ bắn theo loạt là 120 đến 130 phát/phút trong khi tốc độ bắn thực tế là khoảng 50 đến 60 phát/phút. Tầm bắn thực tế tối đa là 2.500 m trong khi tầm bắn lý thuyết tối đa là 6.500 m.
Xe có thể vượt chướng ngại vật thẳng đứng cao 0,67 m, rãnh rộng 2 m, vượt nước sâu 0,9 m và leo dốc 25°. Hệ truyền động và gầm giống hệt như của SU-76M. Động cơ cũng vậy nhưng bị ép từ 140 hp trên SU-76M lên đến 160 hp. GAZ-203 bao gồm hai động cơ xăng 6 xi-lanh thẳng hàng, GAZ-202 có hai động cơ làm mát bằng chất lỏng, mỗi động cơ sản xuất 80 hp (63 kWt) 3600 vòng/phút.

## Biến thể
- SU-72 - nguyên mẫu pháo phòng không tự hành duy nhất. Nó được chế tạo bởi GAZ vào mùa thu năm 1942. Dựa trên các thiết kế xe tăng hạng nhẹ T-60 và T-70, trang bị một khẩu pháo phòng không tự động 61-K mod. 1939 cỡ nòng 37 mm trong tháp pháo cố định. Hệ thống làm mát động cơ không đạt yêu cầu đã được phát hiện trong quá trình thử nghiệm, GAZ cũng cần thay đổi đáng kể hoạt động sản xuất của mình để tổ chức sản xuất hàng loạt các loại phương tiện mới, điều không thể trong thời chiến.
- SU-11 - nguyên mẫu pháo phòng không tự hành duy nhất. Được xây dựng bởi Nhà máy số 38 ở Kirov vào tháng 11 năm 1942. Nó dựa trên thiết kế xe tăng hạng nhẹ T-60 và T-70, cũng trang bị một khẩu pháo phòng không tự động 61-K mod. 1939 cỡ nòng 37 mm trong tháp pháo xoay. Các cuộc thử nghiệm chính thức được thực hiện vào tháng 12 năm 1942 nhưng không được đưa vào sản xuất.
- SU-17 (ZSU-37 của Nhà máy số 38) - nguyên mẫu pháo phòng không tự hành, ba chiếc được chế tạo từ tháng 12 năm 1943 đến tháng 7 năm 1944, (hai chiếc cuối cùng được chế tạo bởi Nhà máy số 40, công ty đã sản xuất SU-76M kể từ khi Nhà máy số 38 không có tất cả các thiết bị cần thiết để sản xuất hàng loạt pháo phòng không tự hành). Nó dựa trên khung gầm SU-76M và được trang bị một khẩu pháo phòng không tự động 61-K mod. 1939 cỡ nòng 37 mm. Nguyên mẫu đầu tiên, được chế tạo vào tháng 12 năm 1943, đã vượt qua các cuộc thử nghiệm chính thức vào tháng 2 năm 1944; chỉ có những khiếm khuyết nhỏ được tìm thấy. Nguyên mẫu thứ hai được chế tạo vào mùa xuân năm 1944, nó nhẹ hơn 1,2 tấn, được trang bị động cơ xăng 6 xi-lanh ZIS-80MF (98,5 hp) thay vì GAZ-203 (hai động cơ xăng 6 xi-lanh song song GAZ-202, mỗi động cơ sản xuất 70 hp). Nó có một kiểu tháp pháo xoay khác. Trong các cuộc thử nghiệm trên mặt đất vào tháng 7 năm 1944, động cơ ZIS-80MF không cung cấp đủ công suất, vì vậy nguyên mẫu cải tiến thứ ba với hệ thống động cơ trước đó (GAZ-203) được chế tạo vào mùa hè năm 1944. Chiếc xe đó đã vượt qua các cuộc thử nghiệm vào tháng 10 đến tháng 11 năm 1944 thành công và trở thành tiền thân trực tiếp của ZSU-37 được sản xuất hàng loạt.
- ZSU-37 - loại xe sản xuất hàng loạt, được sản xuất từ năm 1945 đến năm 1948 bởi Xưởng số 40 ở Mytishchi (75 chiếc đã được sản xuất).

## Tình trạng bảo quản
Biến thể SU-11 thử nghiệm đang được trưng bày tại Bảo tàng xe tăng Kubinka ở Nga.

## Các phương tiện tương tự
- Möbelwagen
- Ostwind
- M19
- Crusader Mk. III phiên bản phòng không